# Sophie von Kessel

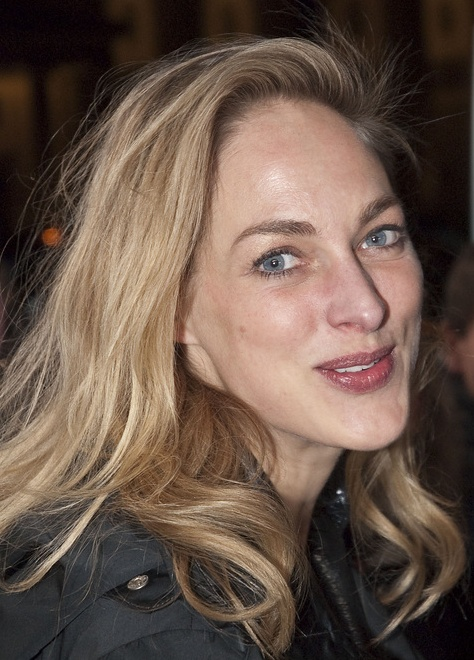
Sophie von Kessel

Sophie von Kessel (Città del Messico, 12 ottobre 1968) è un'attrice tedesca.

## Filmografia
- L'amore che non sai (1992-1995) - Christine Berger
- Rosamunde Pilcher (1993) - Rebecca Bayliss

- Nachtfenster (1993) -

- Alles außer Mord! (1994) - Sabine Carlsen

- Affären (1994) - Nora Prinz

- Desideria e l'anello del drago (1995) - Principessa Selvaggia
- Internationale Zone (1995) - Kyra
- Zu treuen Händen (1995) - Nina Lensky
- Bruckners Entscheidung (1995) - Sophia
- Tatort (1996-2009) - Katrin Lohmann/Dr. Jeanne Degert/Manu Reich
- Amerika (1996) - Lillian Feuerbach

- Alte Liebe, alte Sünde (1997) - Imke Erdmann

- Einsteins Ende (1998)

- Auch Männer brauchen Liebe (1998) - Alma

- Die Musterknaben 2 (1999) - Heike Rosenfeld

- Anwalt Abel (1999) - Staatsanwältin

- Camino de Santiago (1999) - Emma

- Die Rückkehr des schwarzen Buddha (2000) - Christine

- Der Tanz mit dem Teufel - Die Entführung des Richard Oetker (2001) - Christine

- Ein Yeti zum Verlieben (2001) - Chris Wendler

- Die Verbrechen des Professor Capellari (2002) - Jutta Faber

- Frank Riva (2003-2004) - Commissaire Lydie Herzog
- Zwei Profis (2003) - Silke Mehring

- Affäre zu drit (2003) - Katrin Zollner

- Familienkreise (2003) - Anja Parz

- Die Rückkehr des Vaters (2004) - Laura Bernstorff

- Die Konferenz (2004) - Sophie von Kressnitz

- Der letzte Zeuge (2004) - Dr. Anette Gotta

- Ich bin ein Berliner (2005) - Nina

- Kunstfehler (2006) - Dr. Jutta Lambertz

- Ein langer Abschied (2006) - Ellen Jacoby

- Il commissario Schumann (Der Kriminalist) (2007) - Scarlett Tiemann

- Rudy maialino dispettoso 2 (2007) - Anja Grusig

- Herr Bello (2007) - Verena Lichtblau

- Tarragona - Ein Paradies in Flammen (2007) - Ulrike Braun

- Das Beste kommt erst (2008) - Anna Maillinger

- Ein riskantes Spiel (2008) - Franziska

- Das Geheimnis im Wald (2008) - Susanne Tomrad

- Zwei Weihnachtsmänner (2008) - Luise Dilling

- Puccini (2009) - Elvira

- Flug in die Nacht - Das Unglück von Überlingen (2009) - Katharina Rohl
- Nel bianco (Eisfieber) (2010) - Olga
- Klimawechsel (2010) - Hanna Hecht
- Die Tochter des Mörders (2010) - Hanna Meiwald
- Il commissario Köster (Der Alte) (2010) - Iris Lühr
- Westflug - Entführung aus Liebe (2010) - Anja Rautenberg

- Davon willst Du nichts wissen (2011) - Karen
- Il commissario Lanz (Die Chefin) (2012) - Karin Berger
- In den besten Familien (2012) - Anna Maillinger
- Die Geisterfahrer (2012) - Carla Mongomery
- Ein vorbildliches Ehepaar (2012) - Isabelle Ellermann
- Spieltrieb (2013) - Magdalena Smutek
- Beste Bescherung (2013) - Anna Maillinger
- Zwischen den Zeiten (2014) - Annette Schuster
- Besser als Du (2015) - Pola
- Silvia S. (2015) - Uta Giseke
- Frauen (2015) - Alice
- Das Beste aller Leben (2015) - Anna Maillinger
- Die Salzprinzessin (2015) -  Waldfrau
- Die siebte Stunde (2016) -  Katharina Oettinger
- Ein Kommissar kehrt zurück (2016) - Ella Schönemann
- Wenn Frauen ausziehen (2017) - Marie
- Brandnächte (2017) - Julia Gerber
- The Net - La terra promessa (Das Netz - Spiel am Abgrund) (2022) - Michelle

### Cortometraggi
- Die Andere (2001)
- Just Get Married! (2003) - Tina
- Mr. Love Bomb (2017) - Therapeutin

## Premi
- 1995: Premio DIVA
- 1999: Premio statale dello Stato libero della Baviera per giovani artisti
- 2005: Hessian Television Award come membro del cast del film The Conference
- 2015: Premio Kurt Meisel

## Doppiatrici italiane
- Barbara De Bortoli in Desideria e l'anello del drago
- Anna Cugini in Nel bianco
- Giò Giò Rapattoni in The Net - La terra promessa